# Draft juniorů KHL 2011
Draft juniorů KHL 2011 byl třetí draft v historii východoevropské ligy KHL, který se konal 28. května 2011 v Mytišči aréně. V draftu byli vybíráni hokejisté z celého světa ve věku mezi 17 a 21 lety. Aby se hráči mohli draftu KHL zúčastnit, tak nesměli mít smlouvu v lize KHL a nebo ve VHL.

## Největší naděje
| Pořadí | Severoameričtí hráči v poli | Evropští hráči v poli  | Ruští hráči v poli      |
| ------ | --------------------------- | ---------------------- | ----------------------- |
| 1      | Ryan Nugent-Hopkins (SÚ)    | Gabriel Landeskog (LK) | Michail Grigorenko (SÚ) |
| 2      | Jonathan Huberdeau (SÚ)     | Joel Armia (PK)        | Anton Slepišev (LK)     |
| 3      | Nathan Beaulieu (O)         | Calle Järnkrok (SÚ)    | Alexandr Timirjov (PK)  |
| 4      | Sean Couturier (SÚ)         | Sven Bärtschi (LK)     | Bogdan Jakimov (SÚ)     |
| 5      | Ryan Murphy (O)             | Jonas Brodin (O)       | Vadim Chlopotov (SÚ)    |
| 6      | Dougie Hamilton (O)         | Oscar Klefbom (O)      | Vjačeslav Osnovin (SÚ)  |
| 7      | Ryan Strome (SÚ)            | Miikka Salomaki (SÚ)   | Arsenij Chacej (SÚ)     |
| 8      | Duncan Siemens (O)          | Markus Granlund (SÚ)   | Valerij Vasiljev (O)    |
| 9      | Charlie Coyle (PK)          | Rickard Rakell (PK)    | Pavel Makarenko (O)     |
| 10     | Mark McNeill (SÚ)           | Patrick Cehlin (PK)    | Timur Šingarejev (PK)   |

| Pořadí | Severoameričtí brankáři | Evropští brankáři  | Ruští brankáři      |
| ------ | ----------------------- | ------------------ | ------------------- |
| 1      | John Gibson             | Christopher Gibson | Andrej Vasiljevskij |
| 2      | Louis Domingue          | Samu Perhonen      | Igor Ustynskij      |
| 3      | Jordan Binnington       | Matěj Machovský    | Ivan Nalimov        |

Poznámky:
- 1. V KHL jsou myšleni evropskými hráči ti hokejisté, kteří se nenarodili v Rusku.
- 2. Gabriel Landeskog, Christopher Gibson a Sven Bärtschi jsou v NHL zařazeni mezi severoamerické hráče (vzhledem k jejich působišti), ale v KHL mezi evropské hráče.

## Seznam výběrů v jednotlivých kolech

### 1. kolo
| Pořadí | Hráč                  | Pozice | Národnost  | Tým KHL                 | Původní tým                  |
| ------ | --------------------- | ------ | ---------- | ----------------------- | ---------------------------- |
| 1      | Anton Slepyšev        | LK     | Rusko      | Metallurg Novokuzněck   | Dizel Penza 2 (Pervaja liga) |
| 2      | Igor Išajev           | Ú      | Rusko      | Amur Chabarovsk         | Amurskie Tigry (MHL)         |
| 3      | Alexandr Timirev      | PK     | Rusko      | HC CSKA Moskva          | Gazovik Ťumeň                |
| 4      | Jegor Malenkich       | O      | Rusko      | SKA Petrohrad           | Gazovik Ťumeň                |
| 5      | Jonathan Huberdeau    | C      | Kanada     | Viťaz Čechov            | Saint John Sea Dogs (QMJHL)  |
| 6      | Vjačeslav Osnovin     | C      | Rusko      | Traktor Čeljabinsk      | Traktor Čeljabinsk           |
| 7      | Andrej Vasilevskij    | B      | Rusko      | Salavat Julajev Ufa     | Tolpar (MHL)                 |
| 8      | Michail Grigorenko    | C      | Rusko      | HC CSKA Moskva          | Krasnaja Armija (MHL)        |
| 9      | Arsenij Chacej        | C      | Rusko      | Atlant Mytišči          | HC Spartak Moskva            |
| 10     | Anders Nilsson        | B      | Švédsko    | HK Dynamo Minsk         | Luleå HF                     |
| 11     | Vladislav Naměstnikov | C      | Rusko      | Torpedo Nižnij Novgorod | London Knights (OHL)         |
| 12     | Ivan Nalimov          | B      | Rusko      | SKA Petrohrad           | Metallurg Novokuzněck        |
| 13     | Anatolij Rjabov       | C      | Rusko      | Torpedo Nižnij Novgorod | Gazovik Ťumeň                |
| 14     | Joel Armia            | PK     | Finsko     | Severstal Čerepovec     | Ässät Pori                   |
| 15     | Valerij Kňazev        | Ú      | Rusko      | Sibir Novosibirsk       | HC Berounští Medvědi         |
| 16     | Gabriel Landeskog     | LK     | Švédsko    | Salavat Julajev Ufa     | Kitchener Rangers            |
| 17     | Pavel Makarenko       | O      | Rusko      | SKA Petrohrad           | HC Spartak Moskva            |
| 18     | Artur Gavrus          | Ú      | Bělorusko  | Atlant Mytišči          | Atlant Něman                 |
| 19     | Daniar Kairov         | O      | Kazachstán | SKA Petrohrad           | Torpedo Kazcink              |
| 20     | Oscar Klefbom         | O      | Švédsko    | Salavat Julajev Ufa     | Färjestads BK                |
| 21     | Igor Ustinskij        | B      | Rusko      | Metallurg Magnitogorsk  | Gazovik Ťumeň                |
| 22     | Jerry Kaukinen        | B      | Finsko     | Ak Bars Kazaň           | Lukko Rauma                  |
| 23     | Teuvo Teräväinen      | Ú      | Finsko     | Lokomotiv Jaroslavl     | Jokerit Helsinky             |
| 24     | Markus Granlund       | C      | Finsko     | Salavat Julajev Ufa     | HIFK Helsinky                |

### 2. kolo
| Pořadí | Hráč                     | Pozice | Národnost | Tým KHL                    | Původní tým                  |
| ------ | ------------------------ | ------ | --------- | -------------------------- | ---------------------------- |
| 25     | Alex Galchenyuk          | LK/C   | USA       | Atlant Mytišči             | Sarnia Sting (OHL)           |
| 26     | Marek Tvrdoň             | LK     | Slovensko | HC Lev Poprad              | Vancouver Giants (WHL)       |
| 27     | Mark Skutar              | O      | Rusko     | Metallurg Novokuzněck      | HC Spartak Moskva            |
| 28     | Zemgus Girgensons        | C/PK   | Lotyšsko  | HC CSKA Moskva             | University of Vermont (NCAA) |
| 29     | Ilja Ljubuškin           | O      | Rusko     | Metallurg Novokuzněck      | Rusko                        |
| 30     | Maxim Subbotin           | LK     | Rusko     | Avtomobilist Jekatěrinburg | Motor                        |
| 31     | Vadim Chlopotov          | Ú      | Rusko     | Lokomotiv Jaroslavl        | Lokomotiv Jaroslavl          |
| 32     | Bogdan Jakimov           | C      | Rusko     | CHK Neftěchimik Nižněkamsk | CHK Neftěchimik Nižněkamsk   |
| 33     | Adam Almqvist            | O      | Švédsko   | HC CSKA Moskva             | HV 71 (Elit)                 |
| 34     | Stanislav Garejev        | O      | Rusko     | Salavat Julajev Ufa        | Salavat Julajev Ufa          |
| 35     | Igor Safaralejev         | LK     | Rusko     | Torpedo Nižnij Novgorod    | Gazovik Ťumeň                |
| 36     | Miikka Salomäki          | LK     | Finsko    | HK Dynamo Minsk            | Kärpät Oulu (SM-l)           |
| 37     | Tomáš Mikúš              | Ú      | Slovensko | HC Spartak Moskva          | HK 36 Skalica (SE)           |
| 38     | Dmitrij Sinicyn          | O      | Rusko     | Barys Astana               | Dallas Stars AAA (MWEHL)     |
| 39     | Teodors Bļugers          | C      | Lotyšsko  | Dinamo Riga                | Shattuck St. Mary's (USHS)   |
| 40     | Valerij Vasiljev         | O      | Rusko     | HC Spartak Moskva          | HC Spartak Moskva            |
| 41     | Filip Forsberg           | LK     | Švédsko   | Sibir Novosibirsk          | Leksands IF (Elit)           |
| 42     | Joachim Nermark          | C/LK   | Švédsko   | Salavat Julajev Ufa        | Linköpings HC (Elit)         |
| 43     | Calle Järnkrok           | C      | Švédsko   | Severstal Čerepovec        | Brynäs IF (Elit)             |
| 44     | Mark Soljankin-Pasternak | O      | Rusko     | Lokomotiv Jaroslavl        | Lokomotiv Jaroslavl          |
| 45     | Miro Aaltonen            | C      | Finsko    | Atlant Mytišči             | Blues Espoo (FIN)            |
| 46     | Vasilij Demčenko         | B      | Rusko     | Traktor Čeljabinsk         | Belie Medvedi Čeljabinsk     |
| 47     | Alexej Fillipov          | Ú      | Rusko     | Traktor Čeljabinsk         | Belie Medvedi Čeljabinsk     |

### 3. kolo
| Pořadí | Hráč                | Pozice | Národnost  | Tým KHL                    | Původní tým                   |
| ------ | ------------------- | ------ | ---------- | -------------------------- | ----------------------------- |
| 48     | Damir Galin         | O      | Rusko      | Metallurg Magnitogorsk     | Bars (MHL)                    |
| 49     | Pavel Koledov       | O      | Rusko      | Metallurg Magnitogorsk     | Sibirskije Snajpery (MHL)     |
| 50     | Jevgenij Jeršov     | O      | Rusko      | Metallurg Magnitogorsk     | Gazovik Ťumeň 94              |
| 51     | Christopher Gibson  | B      | Finsko     | Ak Bars Kazaň              | Chicoutimi Saguenéens (QMJHL) |
| 52     | Kirill Voronin      | C      | Rusko      | Lokomotiv Jaroslavl        | Loko                          |
| 53     | Jonathan Johansson  | Ú      | Švédsko    | Salavat Julajev Ufa        | Brampton Battalion            |
| 54     | Adam Pettersson     | Ú      | Švédsko    | Avangard Omsk              | Skellefteå AIK                |
| 55     | Ivan Petrakov       | Ú      | Rusko      | HC Lev Poprad              | Viťaz Čechov                  |
| 56     | Anton Ivanjuženkov  | Ú      | Rusko      | HC Lev Poprad              | Viťaz Čechov                  |
| 57     | Nikita Špakov       | Ú      | Rusko      | HC Lev Poprad              | Molot Prikamie Perm           |
| 58     | Damir Žafjarov      | Ú      | Rusko      | Metallurg Novokuzněck      | HK Rys                        |
| 59     | Pavel Chomčenko     | B      | Rusko      | Lokomotiv Iaroslavl        | Lokomotiv Iaroslavl           |
| 60     | Matthew Dumba       | O      | Kanada     | Viťaz Čechov               | Red Deer Rebels               |
| 61     | Nikita Trjamkin     | O      | Rusko      | Avtomobilist Jekatěrinburg | Avtomobilist Jekatěrinburg    |
| 62     | Andrej Jermakov     | O      | Rusko      | Spartak Moskva             | Spartak Moskva                |
| 63     | Nikolaj Kordjukov   | Ú      | Rusko      | Traktor Čeljabinsk         | Traktor Čeljabinsk            |
| 64     | Georgij Busarov     | C      | Rusko      | Torpedo Nižnij Novgorod    | Dizel Penza                   |
| 65     | Petter Granberg     | O      | Švédsko    | Dinamo Minsk               | Skellefteå AIK                |
| 66     | Jevgenij Krutikov   | Ú      | Rusko      | Spartak Moskva             | Spartak Moskva                |
| 67     | Alexandr Nikulnikov | Ú      | Rusko      | Barys Astana               |                               |
| 68     | Alexander Ruuttu    | Ú      | Finsko     | Dinamo Riga                | Jokerit                       |
| 69     | Jurij Kozlovskij    | O      | Rusko      | Spartak Moskva             | Spartak Moskva                |
| 70     | Artjom Antipov      | Ú      | Kazachstán | HC Sibir                   | Junior Portland Pirates       |
| 71     | Děnis Mingalejev    | O      | Rusko      | HC Jugra                   | Avtomobilist Jekatěrinburg    |
| 72     | Nikita Kramskoj     | C      | Rusko      | Severstal Cherepovets      | CSKA Moskva                   |
| 73     | Dmitrij Sidljarov   | O      | Rusko      | Atlant Mytišči             | Kristall Elektrostal          |
| 74     | Jonas Brodin        | Ú      | Švédsko    | SKA Petrohrad              | Färjestads BK                 |

### 4. kolo
| Pořadí | Hráč                 | Pozice | Národnost  | Tým KHL                    | Původní tým                     |
| ------ | -------------------- | ------ | ---------- | -------------------------- | ------------------------------- |
| 75     | Ruslan Ibatullin     | O      | Rusko      | Metallurg Magnitogorsk     | Salavat Julajev Ufa             |
| 76     | Alexandr Jakovlev    | Ú      | Rusko      | Metallurg Magnitogorsk     | Chimik Voskresensk              |
| 77     | Maxim Kulagin        | O      | Rusko      | Metallurg Magnitogorsk     | Chimik Voskresensk              |
| 78     | Damir Musin          | O      | Rusko      | Ak Bars Kazaň              | Ak Bars Kazaň                   |
| 79     | Samuel Guerra        | Ú      | Švýcarsko  | Lokomotiv Jaroslavl        | HC Davos                        |
| 80     | Rasmus Bengtsson     | Ú      | Švédsko    | Salavat Julajev Ufa        | Rögle BK                        |
| 81     | Děnis Vanin          | O      | Rusko      | Traktor Čeljabinsk         | Traktor Čeljabinsk              |
| 82     | Alexej Bereglazov    | O      | Rusko      | HC Lev Poprad              | Metallurg Magnitogorsk          |
| 83     | Vladlen Zacharov     | O      | Rusko      | HC Lev Poprad              | Metallurg Magnitogorsk          |
| 84     | Konstantin Šabunov   | O      | Rusko      | Metallurg Novokuzněck      | Spartak Moskva                  |
| 85     | Olli Määttä          | Ú      | Finsko     | SKA Petrohrad              | D Team Jyväskylä                |
| 86     | Elias Lindholm       | C      | Švédsko    | SKA Petrohrad              | Brynäs IF                       |
| 87     | Roman Manuchov       | Ú      | Rusko      | Avtomobilist Jekatěrinburg | Avtomobilist Jekatěrinburg      |
| 88     | Děnis Kamajev        | Ú      | Rusko      | CSKA Moskva                | Krasnaja Armija (MHL)           |
| 89     | Artjom Čistjakov     | O      | Rusko      | Traktor Čeljabinsk         | Traktor Čeljabinsk              |
| 90     | Alexandr Sorokin     | O      | Rusko      | Torpedo Nižnij Novgorod    | Ladia (MHL)                     |
| 91     | Joel Mustonen        | C      | Finsko     | Dinamo Minsk               | Skellefteå AIK                  |
| 92     | Andrej Mnichovič     | O      | Rusko      | Neftěchimik Nižněkamsk     | Neftěchimik Nižněkamsk          |
| 93     | Jevgenij Jevsejev    | Ú      | Kazachstán | Barys Astana               | Kazzinc-Torpedo Usť-Kamenogorsk |
| 94     | Nikita Svinickij     | B      | Rusko      | Torpedo Nižnij Novgorod    | Ladia (MHL)                     |
| 95     | Sergej Alexejev      | Ú      | Rusko      | Spartak Moskva             | Krylja Sovětov                  |
| 96     | Mattias Bäckman      | Ú      | Švédsko    | Avangard Omsk              | Linköpings HC                   |
| 97     | Nikita Vojnov        | Ú      | Rusko      | HC Jugra                   | Traktor Čeljabinsk              |
| 98     | Daniil Junyšev       | O      | Rusko      | HC Jugra                   | Salavat Julajev Ufa             |
| 99     | Sergej Kupcov        | O      | Rusko      | Severstal Cherepovets      | Salavat Julajev Ufa             |
| 100    | Alexandr Dělnov      | B      | Rusko      | Atlant Mytišči             |                                 |
| 101    | Nikolaj Skladničenko | B      | Rusko      | Barys Astana               |                                 |

### 5. kolo
| Pořadí | Hráč                     | Pozice | Národnost  | Tým KHL                    | Původní tým           |
| ------ | ------------------------ | ------ | ---------- | -------------------------- | --------------------- |
| 102    | Dmitrij Uvarov           | O      | Rusko      | OHK Dinamo                 | Spartak Moskva        |
| 103    | Andrej Mironov           | O      | Rusko      | OHK Dinamo                 | OHK Dinamo            |
| 104    | Ilja Chochlov            | O      | Rusko      | Metallourg Magnitogorsk    | OHK Dinamo            |
| 105    | Nikita Lisov             | Ú      | Rusko      | CSKA Moskva                | Krylia Sovetov        |
| 106    | Ryan Murphy              | Ú      | Kanada     | Lokomotiv Jaroslavl        | Kitchener Rangers     |
| 107    | Filipp Pangelov-Juldašev | O      | Rusko      | Salavat Julajev Ufa        | Tolpar (MHL)          |
| 108    | Pathrik Westerholm       | C      | Švédsko    | Avangard Omsk              | Malmö Redhawks        |
| 109    | Jakub Jeřábek            | O      | Česko      | HC Lev Poprad              | HC Plzeň 1929         |
| 110    | Jevgenij Ivančik         | O      | Rusko      | Viťaz Čechov               | Viťaz Čechov          |
| 111    | Ryan Strome              | C      | Kanada     | Amur Chabarovsk            | Niagara IceDogs (OHL) |
| 112    | Mark McNeill             | C      | Kanada     | Viťaz Čechov               | Prince Albert Raiders |
| 113    | Děnis Fjodorov           | C      | Rusko      | Avtomobilist Jekatěrinburg | Salavat Julajev Ufa   |
| 114    | Eduard Gimatov           | O      | Rusko      | Avtomobilist Jekatěrinburg | Salavat Julajev Ufa   |
| 115    | Dmitrij Ogurcov          | O      | Rusko      | CSKA Moskva                | CSKA Moskva           |
| 116    | Stanislav Petrov         | O      | Rusko      | Traktor Čeljabinsk         | Traktor Čeljabinsk    |
| 117    | Pavel Chanov             | B      | Rusko      | Torpedo Nižnij Novgorod    | Neftianik Almetievsk  |
| 118    | Sondre Olden             | C      | Norsko     | Dinamo Minsk               | MODO Hockey           |
| 119    | Arsenij Jerochin         | O      | Rusko      | Neftěchimik Nižněkamsk     | Salavat Julajev Ufa   |
| 120    | Roman Štěfan             | O      | Kazachstán | Barys Astana               | Kazzinc-Torpedo       |
| 121    | Jarrod Rabey             | Ú      | USA        | Dinamo Riga                | Indiana Ice           |
| 122    | Nikita Kvartalnov        | B      | Rusko      | Spartak Moskva             | Almaz (MHL)           |
| 123    | Anton Žitnikov           | C      | Rusko      | Spartak Moskva             | Kristall Elektrostal  |
| 124    | Sebastian Collberg       | Ú      | Švédsko    | Avangard Omsk              | Frölunda HC           |
| 125    | Ilja Nikolajev           | Ú      | Rusko      | Ak Bars Kazaň              | Ak Bars Kazaň         |
| 126    | Daniel Přibyl            | C      | Česko      | Severstal Cherepovets      | HC Sparta Praha       |
| 127    | Ivan Ivanov              | O      | Rusko      | Viťaz Čechov               | Viťaz Čechov          |

### 6. kolo
| Pořadí | Hráč               | Pozice | Národnost | Tým KHL                | Původní tým              |
| ------ | ------------------ | ------ | --------- | ---------------------- | ------------------------ |
| 128    | Toms Andersons     | O      | Lotyšsko  | Dinamo Riga            | SenSee                   |
| 129    | Kirill Maslov      | Ú      | Rusko     | OHK Dinamo             | OHK Dinamo               |
| 130    | Timur Šingarejev   | PK     | Rusko     | Metallurg Magnitogorsk | Stalnye Lissy (MHL)      |
| 131    | Nikolaj Vladimirov | Ú      | Rusko     | Ak Bars Kazaň          | Ak Bars Kazaň            |
| 132    | Robbie Russo       | O      | USA       | Lokomotiv Jaroslavl    | US NTDP                  |
| 133    | Sean Couturier     | C      | Kanada    | Salavat Julajev Ufa    | Drummondville Voltigeurs |
| 134    | Jyrki Jokipakka    | O      | Finsko    | Avangard Omsk          | Ilves Tampere            |
| 135    | zrušen             | -      | -         | HC Lev Poprad          | -                        |